# 朱万锦
朱万锦（？—？），湖北通山人，清朝政治人物。
朱万锦曾于1688年接替陈宗泰任上海县知县一职，1689年由李佚名接任。